# ウエスト・ハイランド・ホワイト・テリア
ウエスト・ハイランド・ホワイト・テリア（英: West Highland White Terrier）は、スコットランド原産の一犬種。白一色の被毛を持つ小型のテリアで、ウェスティ（Westie）という愛称で呼ばれている。
19世紀にスコットランドで飼育されていた白い被毛の犬同士を掛け合わせて作出された犬種の子孫である。ウエスト・ハイランド・ホワイト・テリアという名前が与えられたのは1908年のことで、各国のケネルクラブもその後まもなくこの犬種を公認した。現在でもイギリスでは人気が高い犬種であり、アメリカでも1960年代以降つねに上位3分の1に入る登録犬数となっており、日本での登録件数は1999年以降20位から30位程度である。BBC スコットランド制作のテレビドラマ『マクベス巡査』などテレビ作品や映画作品に出演することも多く、宣伝広告としてもマース社のドッグフードブランドであるシーザーのパッケージや、スコッチ・ウイスキーの銘柄「ブラック・アンド・ホワイト」のラベルなどに使用されている。

## 歴史

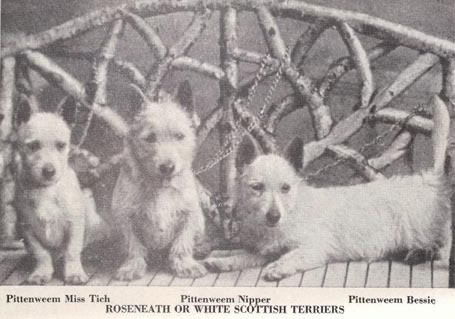
1899年に撮影された、3頭のピッテンウィーム・テリア。現在のウェスティよりも細身で、胴が長い。

イングランド王ジェームズ1世（在位1567年 - 1625年）の治世最初期の、白い被毛を持つスコットランドの犬に関する記録が残っている。フランス王への贈り物とするために、ジェームズ1世が12頭のテリアをアーガイルで産ませるように命じた記録である。当時はサンド（砂色）とブリンドル（虎毛）の被毛の犬が丈夫で、白い被毛の犬は虚弱だと考えられていた。ウェスティの作出には、スコティッシュ・テリアやケアーン・テリアの白い被毛の犬が大きな役割を果たしたと考えられている。
スコットランド有数の名族であるキャンベル氏族の長だった第8代アーガイル公ジョージ・キャンベルは、ローズニーズ・テリアとして知られる白い被毛のスコティッシュ・テリアを繁殖させていた。また、白い被毛を持つ別系統のスコティッシュ・テリアとして、ファイフ出身のドクター・アメリック・エドウィン・フラクスマンが維持していたピトンウィーム・テリアの系統がある。フラスクマンはスコティッシュ・テリアには白い被毛の系統は不要であるとして生まれた仔犬を処分していたが、もともとスコティッシュ・テリアには白い被毛の形質が受け継がれており、一種の先祖がえりで白い被毛をもつスコティッシュ・テリアが生まれるのではないかと考えるようになっていった。そしてフラクスマンは白い被毛を持つスコティッシュ・テリアの計画的作出を試みるようになり、暗色の被毛に比べて低い位置に貶められていた白いスコティッシュ・テリアの復権に力を注いだ。19世紀の終わりにはフラクスマンが出陳した白い被毛のスコティッシュ・テリアが、ドッグショーで高く評価されることもあった。

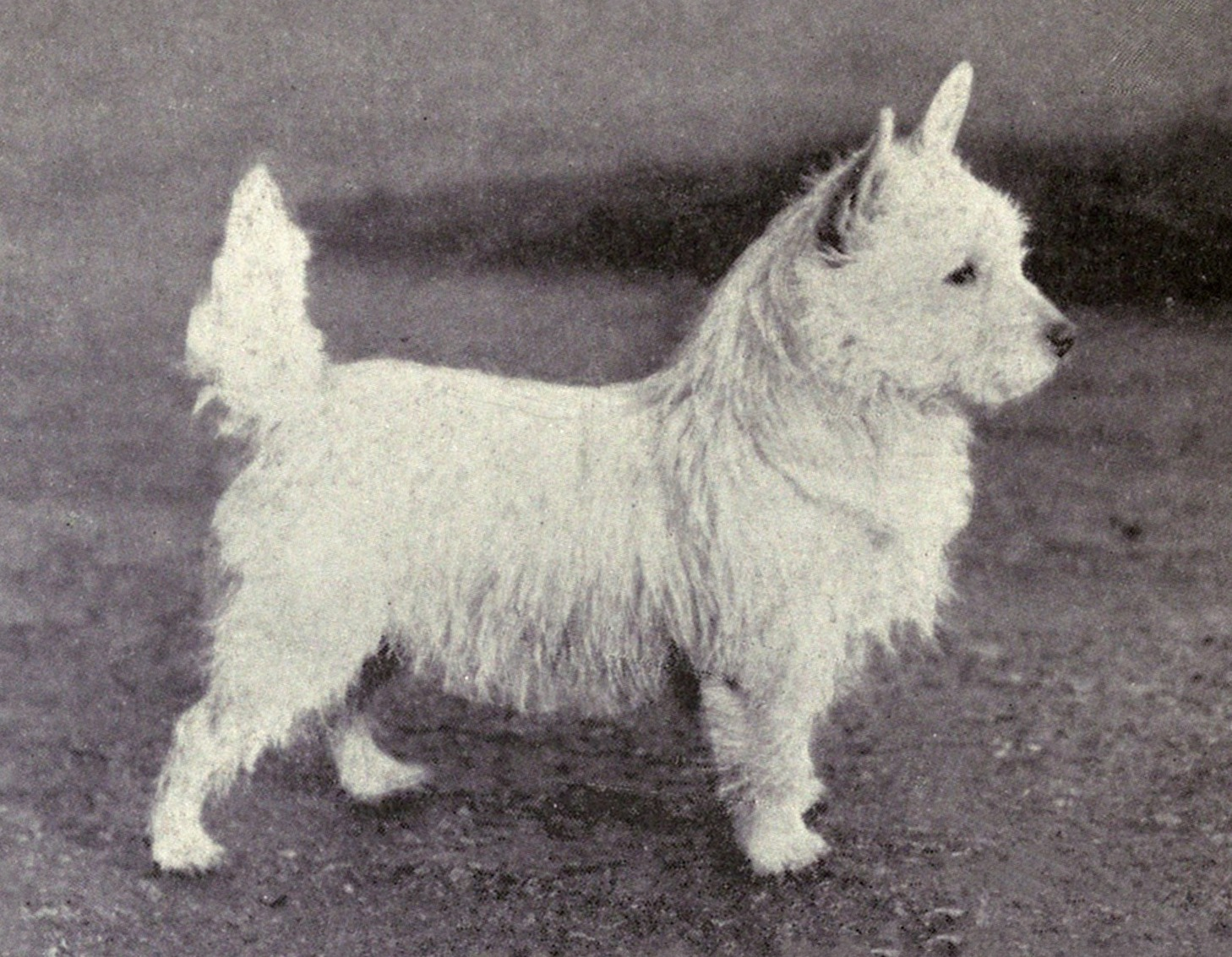
1915年に撮影されたウエスト・ハイランド・ホワイト・テリア。現在のウェスティに極めてよく似た外観をしている。

現在のウェスティの血統にもっとも大きな貢献を果たしたのは、ポルタロックの領主エドワード・ドナルド・マルコムである。マルコムは狩猟用にテリアを飼育していたが、あるときキツネと間違えて赤茶色のテリアを撃ってしまった。そしてこの過ちを悔いたマルコムは白い被毛を持つテリアの作出を決心したという言い伝えがある。そしてマルコムが作出した白色のテリアが領地にちなんでポルタロック・テリアと呼ばれるようになっていった。最初期のポルタロック・テリアの被毛の色はサンドで、すでに現在のウェスティの特徴といえる立ち耳を持っていた。ポルタロック・テリアとピトンウィーム・テリアとが交配されたかどうかは明らかになっていない。1903年にマルコムはポルタロック・テリアの作出者として名前が知られることは望まないとして、自身が作出した白い被毛を持つテリアの名前をポルタロック・テリアから改名することを求めた。「ウエスト・ハイランド・ホワイト・テリア」という名称が最初に見られるのは、1908年に出版されたL.C.R.キャメロンの『カワウソとカワウソ猟 (Otters and Otter Hunting)』である。ウェスティの愛好クラブが最初に設立されたのは1904年で、初代の代表者には第10代アーガイル公ナイアル・キャンベルが就任した。続いて設立された二番目のクラブの代表者にはアバディーン伯爵夫人が選ばれ、後にエドワード・マルコムが2代目の代表者となっている。イギリスのザ・ケネルクラブがウェスティを独立犬種として承認したのは1907年で、同年にザ・ケネルクラブが主催したドッグショーのクラフツにも最初のウェスティが出陳された。また、ウェスティは1907年から1908年ごろにアメリカに輸出された。アメリカでは当初ローズニーズ・テリアとも呼ばれ、愛好クラブも「ローズニーズ・テリア・クラブ」として1908年にアメリカンケネルクラブに公認されたが、このクラブは翌年「ウエスト・ハイランド・ホワイト・テリア・クラブ・オブ・アメリカ」に改称している。さらにカナダのケネルクラブも、1909年にウェスティを公認している。ウェスティはイギリスでたちまちのうちに人気犬種となり (in vogue)、輸入されて間もないアメリカでも人気を博した。ウェスティはイギリスで1924年にケアーン・テリアやスコティッシュ・テリアなどとは別系統の純血種として登録された。マルコムが死去する1930年には、立ち耳、白い被毛、短躯といった、この犬種の特徴が確立されている。

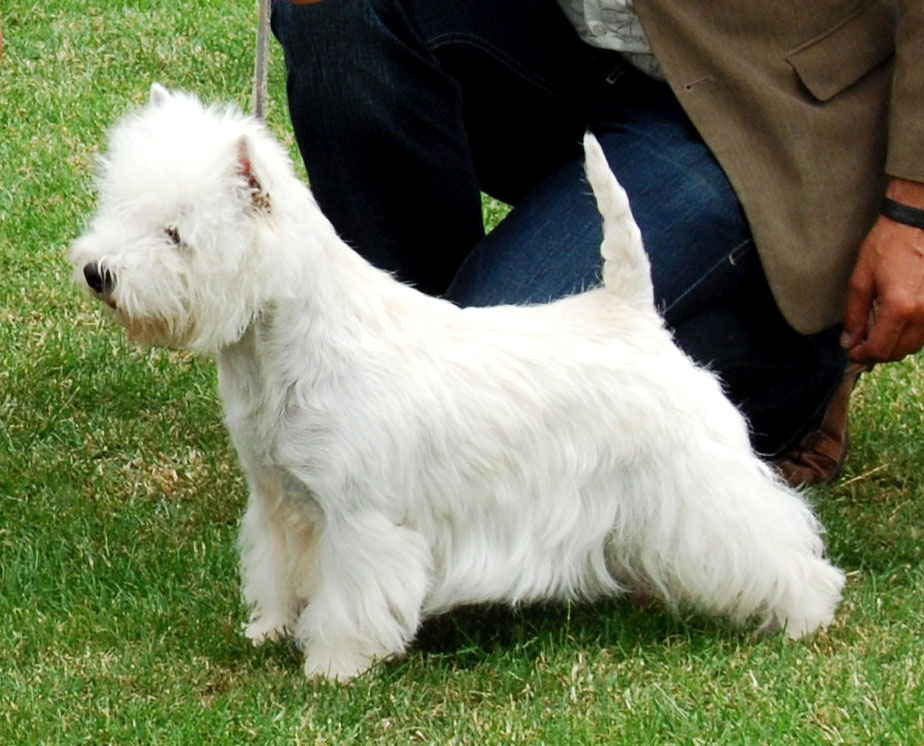
ドッグショー用にカットされたウェスティ。家庭用のカットよりも被毛は伸ばされ、頭部の被毛はふくらむようにトリミングされている。

ウェスティはヨーロッパ、北米ともに、主要なドッグショーで高い評価を得ている。ドッグショーで最初にチャンピオン犬となったウェスティは、1905年にコリン・ヤングがスコティッシュ・ケネルクラブ主催のショーに出陳した生後7カ月のモーヴァンである。ただしこのときのモーヴァンは、ウェスティではなくスコティッシュ・テリアとして登録、出陳されていた。これは当時のウェスティが未だ独立犬種とは認められていなかったためで、後にモーヴァンがウエスト・ハイランド・ホワイト・テリアとして再登録されると、チャンピオン犬の称号は剥奪されてしまった。主要なドッグショーでチャンピオン犬となったウェスティは、1942年にニューヨークで開催されたウェストミンスター・ケネルクラブ・ドッグショーにコンスタンス・ウィナントが出陳したウルヴィー・パターン・オブ・エドガーストーンで、このときにはショー全体の最優秀犬 (Best in Show) を受賞している。1962年にも同じ賞を、バーバラ・ウスターが出陳したエルフィンブルック・サイモンという名前のウェスティが受賞している。ウェスティがイギリスの主要なドッグショーで最優秀犬（ベスト・イン・ショー）となったのはキャス・ニューステッドとドロシー・テイラーが出陳したダイアンザス・ボタンズで、1976年に開催されたクラフツでのことだった。その後、1990年開催のクラフツでもデレク・タッターサルが出陳したウェスティのオラク・ムーン・パイロットがベスト・イン・ショーを受賞している。
20世紀初頭のウェスティの人気は高く、数百ギニーという高額で取引されていた。2010年のイギリスでは5,361頭のウェスティの仔犬がザ・ケネルクラブに新しく登録されており、これはテリアとしては第3位の登録件数である。しかしながらテリア中第1位を記録した2001年の11,019頭からみると、ウェスティの登録件数は減少している。アメリカではウェスティの登録件数は1960年ごろ以来、登録犬全体の上位3分の1で安定している。アメリカンケネルクラブの登録件数は、2001年に30位、2010年には34位であり、この10年ほどは30位前後の登録件数となっている。日本のジャパンケネルクラブの登録件数は1999年が20位で、以降徐々に順位は下がっており2011年時点では31位となっている。

## 外観

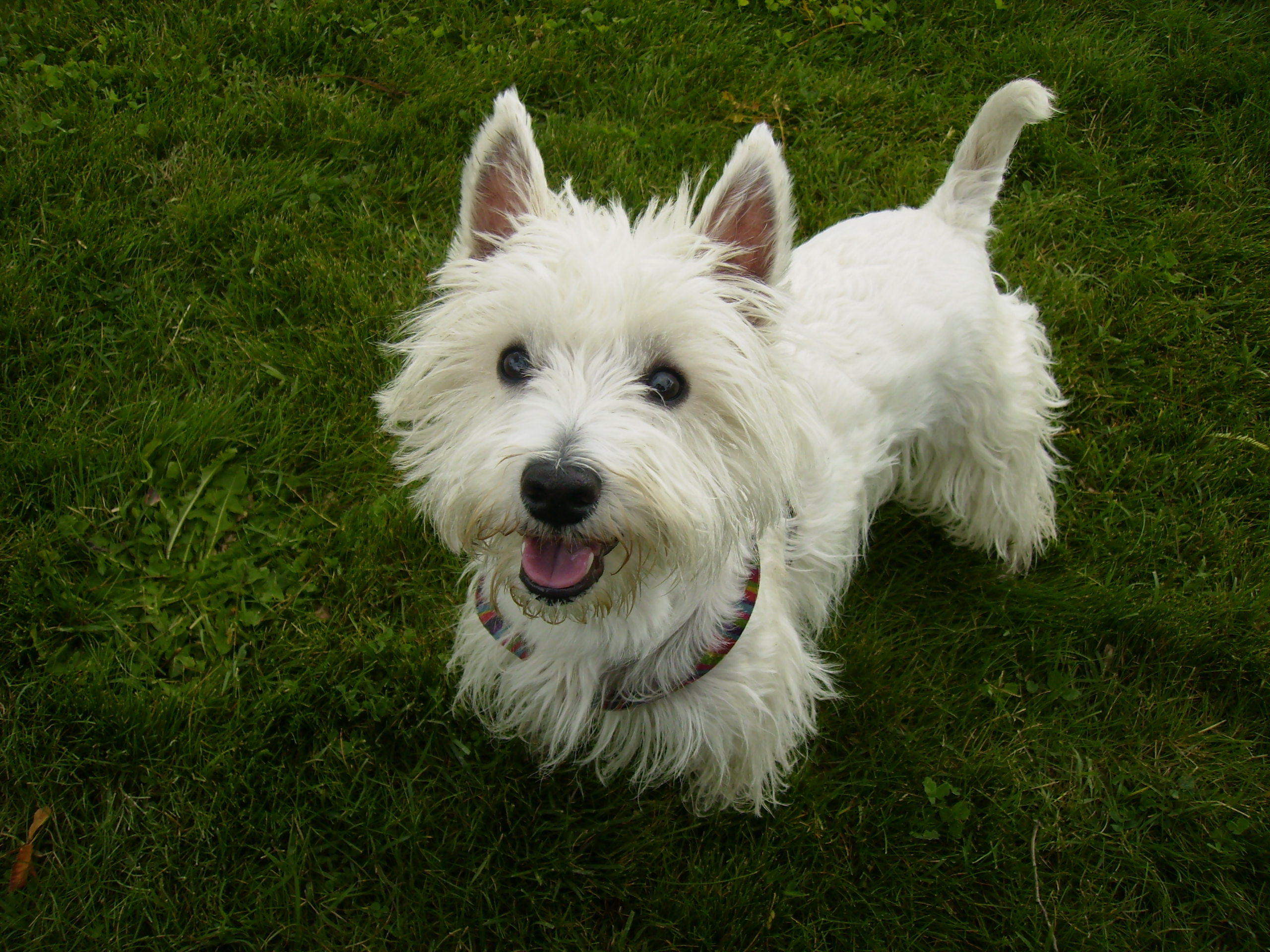
ウェスティの成犬

一般的に、ウェスティは窪んだアーモンド形をした暗色の眼を持ち、小さく尖った立ち耳をしている。標準的な体重は6.8kgから9.1kg（15ポンドから20ポンド）程度で、肩までの体高は25cmから28cm（10インチから11インチ）程度である。体長は体高よりも短くなくてはならない。脚はほかのスコットランド原産のテリアよりも長めである。深い胸部、筋肉質の脚部、黒い鼻先を持ち、顎は短くシザーズ・バイトと呼ばれる咬み合わせである。幼犬では鼻先や肉球はピンク色をしており、成長とともに徐々に黒くなっていく。
被毛は柔らかく密生したダウンコート（下毛）と粗いアウターコート（上毛）のダブルコートで、およそ5cm程度まで伸びる。頭部にも密生する被毛が丸顔の犬種であるという印象を与えている。成犬に対する被毛の手入れとして、古いアウターコートを指先で引き抜くハンド・ストリッピングが一般的で、ドッグショーに出陳する犬の場合には特別なクリッピングが必要とされる場合がある。

## 性質
ウェスティの性質は個体差が非常に激しく、例えば子供に対しても友好的な個体もいれば、まったく相手にしない個体もいる。いずれにせよ、加減を知らない子供がウェスティの耳を引っ張ったり、ウェスティの食べ物やおもちゃの取り合いをするなど、手荒に扱うことはことは好ましくない。概して独立心が高く毅然としているため、番犬としても優秀である。一方で飼い主に対しては親密で忠実な犬種であるが、そのためには十分なしつけ、訓練が要求される。ウェスティは非常に社交的な性質で、スコットランド原産のテリアのなかではもっとも友好的かつ明るい性質の犬種といえる。
頑固で、ときにしつけが入りにくい面もあり、その生涯を通じて訓練が必要とされる場合もある。多くのテリアと同様に獲物を追跡する本能が高く、ボール投げなどの遊びに強い興味を示す。好奇心が強く、アナグマやネズミの巣穴を探す猟犬として使役されていたころの習性も見られ、吠えたり地面を掘り返す本能も残している犬種である。アメリカ人心理学者スタンレー・コレンの『あなたの犬の偏差値は？』では、ウェスティは17位となっている。

## 健康面

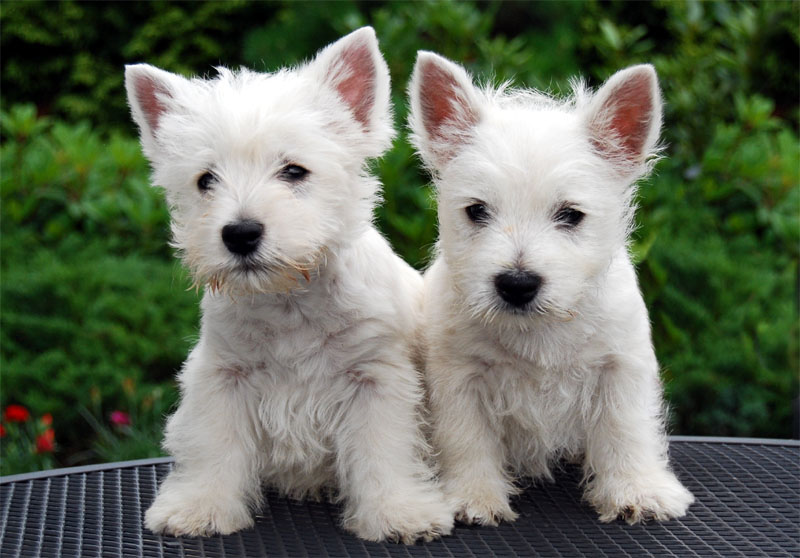
ウエスト・ハイランド・ホワイト・テリアの仔犬。

ウェスティの寿命は、長生きする個体もいるが、およそ12年から16年くらいで、一度に出産する仔犬の数は3頭から5頭である。まれに多産な個体も見られ、2012年4月にはアイソベルという名前の雌犬が11頭の子犬を産んだという記録がある。
ウェスティは腹部のヘルニアが比較的多い犬種である。また、ウェスティの仔犬は「ライオンの顎」として知られる頭蓋骨下顎骨骨症を発症することがある。これは劣性形質によるもので、親犬がどちらも劣性遺伝子を持っている場合に発症する。頭蓋骨下顎骨骨症自体は他のテリア犬種にも見られ、グレート・デーンなどテリアの血統とは直接関係のない犬種も発症する症例である。1歳未満の幼犬が発症することが多く、食物の咀嚼や嚥下不良の原因となることがある。顎周辺の骨の放射線透過検査によってこの症例を診断することができ、血液中のカルシウム量や酵素量からもある程度の診断は可能となっている。1歳を越える頃になると進行が止まることがほとんどで、症状も治まることがある。それまでは抗炎症薬の投与と柔らかい食餌による治療が行われるが、症状が悪化している場合にはチューブによる流動食が必要となることがある。しかしながら、自力での摂食が不可能で苦痛が抑えられないような場合には安楽死の処置がとられることも多い。
ほかに皮膚疾患も発病しやすい症例である。2006年から2007年に実施された調査によれば、ウェスティのおよそ4分の1は遺伝性の慢性的なアトピー性皮膚炎に罹患しており、雌犬よりも雄犬のほうがその割合が高かったという調査結果がある。また、まれにではあるが、ウェスティ特有ともいえる増殖性皮膚症と呼ばれる、幼犬、成犬を問わず発症する重い皮膚疾患に罹患することがある。この疾患に罹病すると、皮膚に赤斑の沈着異常が見られるようになり、脱毛と苔蘚化を発症する。発症初期ではアレルギー性皮膚炎など軽症の皮膚疾患と間違えられやすい。
ウェスティに見られる遺伝性疾患としてはクラッベ病があげられる。ただしウェスティ特有の疾患ではなく、ケアーン・テリア、ビーグル、ポメラニアンなどの犬種にも見られるもので、ガラクトセレブロシダーゼと呼ばれる酵素の欠損を原因とする神経系の疾患である。幼犬のころから兆候があり、生後30週程度でこの疾患に罹病しているかどうかが判断できる。症状としては全身の震えや、筋肉の発育不全、歩行困難などである。病状の進行は遅いが、最終的には脚部が麻痺する。遺伝性の疾患であるため、この疾患に罹病しているウェスティは繁殖に使用しないことが求められている。ほかの遺伝性疾患として、ホワイト・ドッグ・シェイカー・シンドロームがあげられる。これもウェスティだけでなくマルチーズにもよく見られる疾患で、以前は白い被毛を発現する遺伝子が関係していると考えられていたが、ヨークシャー・テリアやダックスフントといった白以外の被毛を持つ犬種にも発症することがわかっている。初期症状としては頭部や脚部の震え、運動失調、ディスメトリアがあげられる。この疾患には雌雄差があり、雌の場合であれば症状が4週間から6週間で収束するのに対し、雄の場合には死ぬまでこの症状がおさまることはない。そのほか、あまり見られない疾患としては、尿、血漿、髄液に含まれるα-ヒドロキシグルタル酸の異常亢進を伴うヒドロキシグルタル酸尿症がある。ヒドロキシグルタル酸尿症は発作、筋硬直、運動失調などの原因となるが、ウェスティよりもスタッフォードシャー・ブル・テリアに、より発症しやすい疾患となっている。股関節変性の一種であるレッグ・ペルテス病を発症することもある。しかしながらウェスティがこのレッグ・ペルテス病を発症する割合は他の犬種に比べて低く、オーストラリアン・シェパードやミニチュア・ピンシャーなどに、より見られる疾患となっている。また、小型犬によく見られる膝蓋骨脱臼は発症しにくい犬種でもある。

## 大衆文化

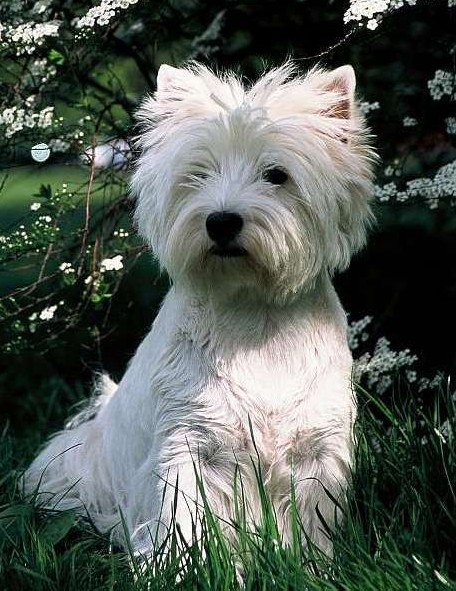
ウエスト・ハイランド・ホワイト・テリアの若犬。

### 広告ブランド
- スコッチ・ウィスキーの銘柄「ブラック・アンド・ホワイト」にはスコティッシュ・テリアとともにウェスティがラベルなどの広告に使用されている[33]。
- マース社が発売しているドッグフードの「シーザー (Cesar )」にはウェスティがマスコットとして使用されている[34]。

### 映画作品
- アメリカで2005年に、イギリスで2006年に公開された映画『ユアン少年と小さな英雄（英語版）』で、主役犬のボビー役にウェスティが使われた。しかしながら史実のボビーはウェスティではなくスカイ・テリアだったため、スカイ・テリアの愛好団体からの抗議を受けた[35]。

### テレビ作品
- BBC スコットランド制作のテレビドラマ『マクベス巡査（英語版）』の主役ヘイミッシュ・マクベスの愛犬ジョック[36]。
- イギリスのテレビコメディ『ジーヴス・アンド・ウースター』に、主人公バーティの伯母アガサの愛犬マッキントッシュ。
- アメリカのテレビアニメ『キング・オブ・ザ・ヒル』に、主人公ハンクの隣人カーンの愛犬ドギー。
- ブラジルのテレビアニメ『アズ・アヴェンテューラス・デ・グイ&エストパ』に、主人公グイ。

### その他
- 歌手のジュディ・オングの愛犬「パール」がこの犬種である[37]。
- 「涼宮ハルヒの憤慨」の『ワンダリング・シャドウ』において、ハルヒとキョンの同級生・阪中の飼い犬「ルソー」として登場する。
- 「キミノココロ ボクノココロ」第2話（コミックス1巻）において、ヒロインの里乃が里親サークルでウェスティの雌犬を譲り受け、「クオン（久遠）」と名付けた。